# Полет 1812 на „Сибериа Еърлайнс“
Полет 1812 на „Сибериа Еърлайнс“ е пътнически полет, свален от военновъздушните сили на Украйна над Черно море на 4 октомври 2001 г., на път от Тел Авив, Израел, до Новосибирск, Русия. Самолетът, съветски „Туполев Ту-154“, превозва 66 пътници и 12 членове на екипажа. Повечето от пътниците са израелци, които посещаващават роднини в Русия. Мястото на катастрофата е на около 190 км запад-югозападно от черноморския курорт Сочи, на 140 км северно от турския крайбрежен град Фаца и на 350 км юг-югоизток от Феодосия на полуостров Крим. Катастрофата е причинена от ракета, изстреляна по време на съвместни украинско-руски военни учения за противовъздушна отбрана на контролирания от Русия полигон на 31-ви изследователски център на руския Черноморски флот на нос Опук близо до град Керч в Крим.
Първоначално американски военни служители установяват, че катастрофата е причинена от ракета С-200, която се детонира на 15 метра над самолета. Руски официални лица отхвърлят това твърдение като „недостойно внимание“, а руският президент Владимир Путин казва пред пресата на следващия ден, че „оръжията, използвани в тези учения, са имали такива характеристики, които правят невъзможно за тях да достигнат до въздушния коридор през който самолетът се движеше“. Украински военни служители също отричат и съобщават, че С-200 е изстреляна към морето и е успешно самоунищожена. Говорителят на министерството на отбраната Константин Хивренко също отрича украинска ракета да участва в инцидента.
Украйна в крайна сметка признава, че вероятно тя причинява катастрофата, след като ракета С-200 е изстреляна по погрешка от нейните въоръжени сили. По-късно базираният в Москва Междудържавен авиационен комитет постановява, че катастрофата е причинена от случаен удар на украинска ракета С-200 по време на военни учения. Украйна изплаща общо 15 милиона щатски долара компенсация на семействата на 78-те жертви.